# František Karel Miltner
František Karel Miltner (21. ledna 1797 Slaný – 12. listopadu 1874 Praha) byl archivář, archeolog a znalec české numismatiky.

## Život
Již od mládí projevoval hluboký zájem o historii a starožitnosti. Po absolvování studií ve Slaném nastoupil do státní správy, kde postupně zastával významné funkce.[jaké?] Působil jako právník, správce na smečenském a slánském Clam-Martinickém panství a nakonec se stal okresním hejtmanem a krajským hejtmanem v Písku a městský spolurada ve Slaném. I přes povinnosti státního úředníka nikdy nezanechal své vášně pro historii a sběratelství. Mnoho ze svých nálezů věnoval Národnímu muzeu, čímž významně přispěl k rozvoji českých sbírek.
Ve Slaném se aktivně zasazoval o ochranu historických památek. Marně bojoval za zachování Pražské brány, ale díky jeho úsilí se alespoň některé části brány dochovaly dodnes.
František Karel Miltner zemřel 12. listopadu 1874 v Praze. Po smrti jeho potomků byly všechny spisy předány městskému archivu ve Slaném a patřily k základním pramenům poznání pozdějších historiků Slaného, profesora Josefa Laciny a Antonína Krecara.